# 若瀬川栄蔵
若瀬川 栄蔵（わかせがわ えいぞう、1903年2月19日 - 1990年3月20日）は、秋田県平鹿郡雄物川町（現・横手市）出身で伊勢ヶ濱部屋（入門時は楯山部屋）に所属した大相撲力士。本名は佐藤 永藏（さとう えいぞう）→ 中川 永藏（なかがわ えいぞう）。身長167cm、体重90kg。最高位は東前頭筆頭。得意手は左四つ、突き、押し。引退後は一時期、年寄として後進の指導に尽力した。

## 経歴
同郷の縁で清瀬川敬之助のもとに入門、1921年5月場所に初土俵を踏む。丁度この場所より、清瀬川が所属していた熊ヶ谷部屋を出て、楯山部屋預かりの状態になっていたため、書類上は楯山部屋所属となっていた。
1925年1月には三段目で全勝するなど、下位でも力を発揮し、幕下では少しもたつくも1929年1月に十両昇進、1930年の1月場所に新入幕を果たした。この場所で清瀬川が現役引退して伊勢ヶ濱部屋を興したことで、若瀬川の所属は伊勢ヶ濱部屋となった。
167センチメートル・90キログラムと小柄な体格であったために三役に昇進できず、最高位は東前頭筆頭に留まったが、新入幕以後は休場することも十両に落ちることもなく幕内を維持し続け、大関の大ノ里萬助や能代潟錦作からも勝ち星をあげるなど、幕内中堅力士として活躍した。「今義経」との異名をとったこともある。
1934年1月場所限りで引退、年寄枝川を襲名したが、1936年5月限りで廃業した。しかしその後も長く健在で、1980年代に若瀬川剛充が幕内に昇進した際は、雑誌『相撲』誌上で、若瀬川泰二とともに、「若瀬川三代」の鼎談をした。なお、若瀬川泰二の最高位は小結だが、初代と三代目は、共に、最高位は前頭筆頭と、三役には、わずかに届かなかった。

## 主な成績
- 通算成績：154勝154敗1預　勝率.500
- 幕内成績：63勝98敗　勝率.391
- 現役在位：38場所
- 幕内在位：16場所
- 各段優勝
  - 三段目優勝：1回（1925年1月場所）

### 場所別成績
| 1921年 （大正10年） | x                       | x                | （前相撲）         | x                |
| 1922年 （大正11年） | 東序ノ口21枚目 2–1      | x                | 東序二段27枚目 1–4 | x                |
| 1923年 （大正12年） | 西序二段28枚目 9–1      | x                | 東三段目37枚目 3–3 | x                |
| 1924年 （大正13年） | 西三段目33枚目 3–1 1預  | x                | 西三段目7枚目 2–3  | x                |
| 1925年 （大正14年） | 西三段目12枚目 優勝 6–0 | x                | 西幕下21枚目 3–3   | x                |
| 1926年 （大正15年） | 東幕下22枚目 3–3        | x                | 西幕下30枚目 3–3   | x                |
| 1927年 （昭和2年） | 西幕下30枚目 5–1        | 西幕下30枚目 4–2 | 東幕下8枚目 4–2    | 東幕下15枚目 2–2 |
| 1928年 （昭和3年） | 西幕下筆頭 1–5          | 西幕下12枚目 3–3 | 西幕下13枚目 5–1   | 西幕下13枚目 5–1 |
| 1929年 （昭和4年） | 西十両11枚目 7–4        | 西十両11枚目 6–5 | 東十両4枚目 7–4    | 東十両4枚目 8–3  |
| 1930年 （昭和5年） | 西前頭12枚目 4–7        | 西前頭12枚目 7–4 | 西前頭12枚目 7–4   | 西前頭12枚目 4–7 |
| 1931年 （昭和6年） | 東前頭12枚目 6–5        | 東前頭12枚目 7–4 | 西前頭7枚目 5–6    | 西前頭7枚目 1–10 |
| 1932年 （昭和7年） | 西前頭3枚目 4–4         | 西前頭3枚目 4–6  | 東前頭筆頭 1–10    | 東前頭筆頭 1–10  |
| 1933年 （昭和8年） | 西前頭8枚目 5–6         | x                | 西前頭10枚目 4–7   | x                |
| 1934年 （昭和9年） | 西前頭15枚目 引退 3–8–0 | x                | x                  | x                |
| 各欄の数字は、「勝ち-負け-休場」を示す。 優勝 引退 休場 十両 幕下 三賞：敢=敢闘賞、殊=殊勲賞、技=技能賞 その他：★=金星 番付階級：幕内 - 十両 - 幕下 - 三段目 - 序二段 - 序ノ口 幕内序列：横綱 - 大関 - 関脇 - 小結 - 前頭（「#数字」は各位内の序列） |                         |                  |                    |                  |

- 1932年1月は東前頭14枚目

## 改名歴
- 若瀬川 栄三（わかせがわ えいぞう）1921年5月場所 - 1928年10月場所
- 若瀬川 栄藏（わかせがわ えいぞう）1929年1月場所 - 1934年1月場所